# Schwellbrunn
Schwellbrunn (gsw. Schwöllbronn) – gmina (niem. Einwohnergemeinde) w północno-wschodniej Szwajcarii, w kantonie Appenzell Ausserrhoden. 31 grudnia 2014 liczyła 1477 mieszkańców. Do 1995 należała do okręgu Hinterland.